# عملیات اریال
عملیات هوایی (Luftwaffe) تخلیه نیروهای متفقین و غیرنظامیان از بنادر در غرب فرانسه از ۱۵ تا ۲۵ ژوئن ۱۹۴۰ در طول جنگ جهانی دوم بود.